# The Fresh Prince of Bel-Air (canção)
"Yo Home to Bel-Air", também conhecida como "The Fresh Prince of Bel-Air theme", é uma canção interpretada por DJ Jazzy Jeff & The Fresh Prince. É a música tema da sitcom da NBC The Fresh Prince of Bel-Air.
A música foi escrita por Quincy Jones (que também atuou como produtor executivo do programa de TV). Mais tarde, Smith mudaria algumas letras ao seu gosto. As letras foram compostas por Will Smith, atuando sob seu nome artístico "The Fresh Prince", e a canção foi produzida por Jeffrey Townes sob seu nome artístico "DJ Jazzy Jeff". 
A canção foi lançada como single na Holanda e Espanha pela Jive Records em 1992, com "Parents Just Don't Understand" como seu lado B, e foi relançada em 2016 pela gravadora Enjoy the Passeio. Tornou-se um sucesso nesses países, chegando ao terceiro lugar na Holanda e ao segundo na Espanha, e recebeu a certificação de vendas de prata no Reino Unido em fevereiro de 2018. A canção apareceu no álbum Greatest Hits de DJ Jazzy Jeff & The Fresh Prince.

## Lista de faixas

### Vinil de 7 polegadas
Lado A - "Yo Home to Bel-Air" (7 "Radio Mix) - 3:23
Lado B - "Parents Just Don't Understand" - 5:12

### Vinil de 12 polegadas
Lado A
1. "Yo Home to Bel Air" (versão estendida) - 5:18
2. "Yo Home to Bel Air" (7 "Radio Mix) - 3:23

Lado B
1. "Yo Home to Bel Air" (Summertime Mix) - 5:25
2. "The Fresh Prince of Bel-Air" - 2:57

### CD single
1. "Yo Home to Bel Air" (7 "Radio Mix) - 3:23
2. "Parents Just Don't Understand" - 5:18

## Desempenho
| Paradas (1992–1994)            | Melhor posição |
| ------------------------------ | -------------- |
| Países Baixos (Dutch Top 40)   | 3              |
| Países Baixos (Single Top 100) | 4              |
| Espanha (AFYVE)                | 2              |

| Parada (1992)            | Posição |
| ------------------------ | ------- |
| Holanda (Single Top 100) | 82      |